# Костариканцы

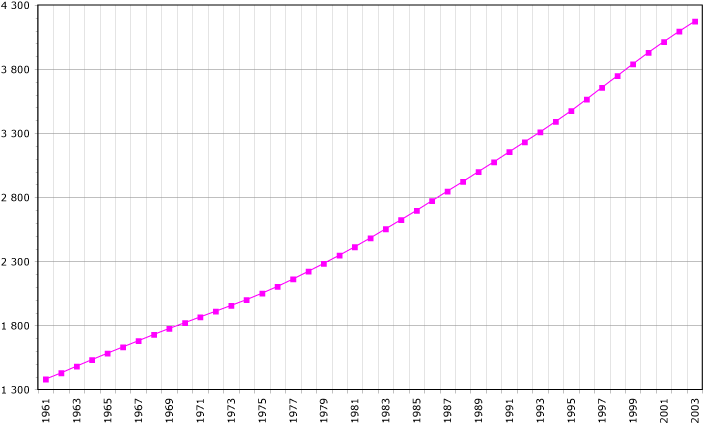
Прирост населения Коста-Рики, 2005; количество жителей в тысячах

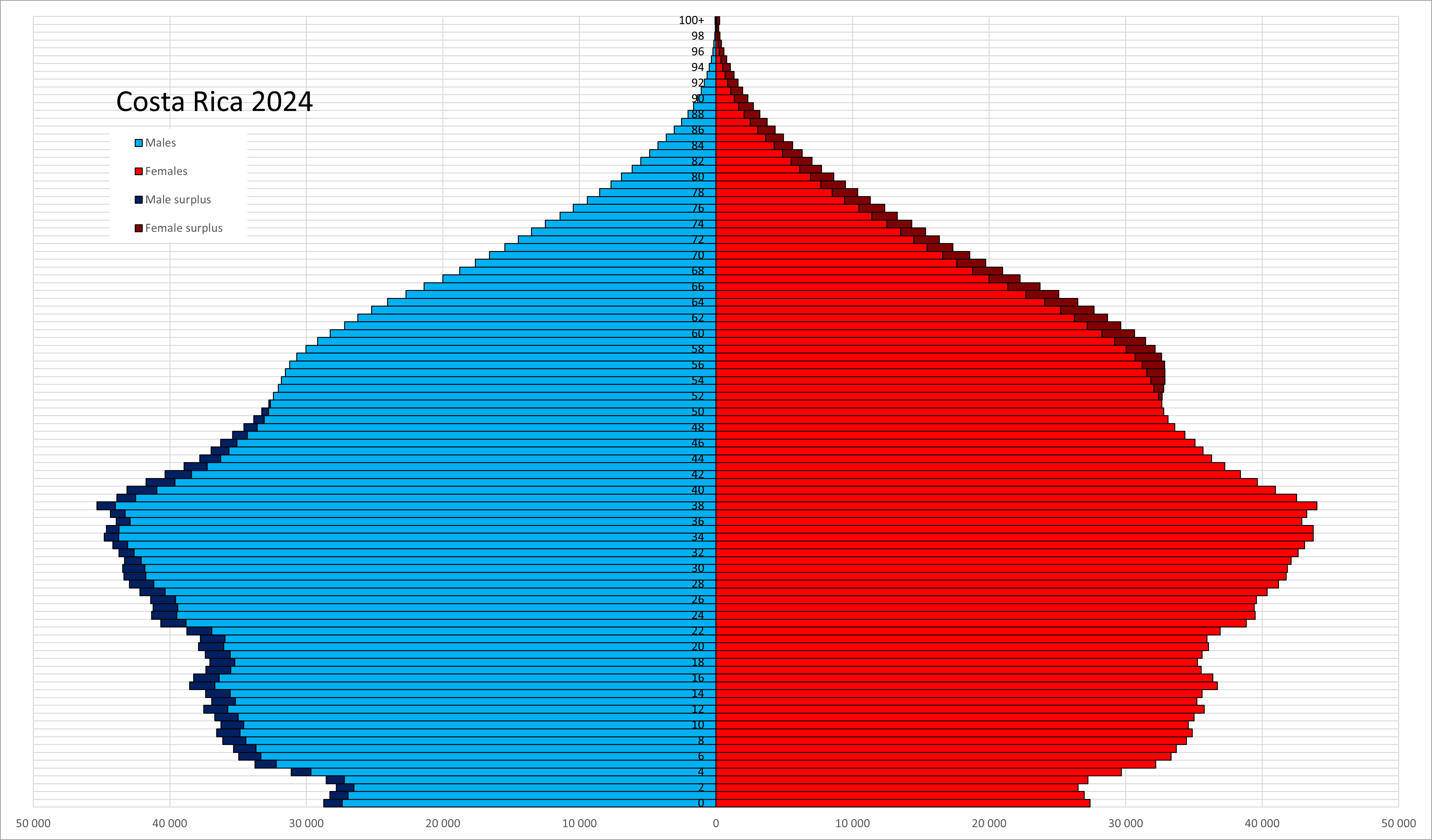
Возрастно-половая пирамида населения Коста-Рики на 2024 год

Костарика́нцы (самоназвание costarricenses, costarriqueños, ticos) — латиноамериканский народ, основное население Коста-Рики. Численность — 3,5 млн чел. (2008, оценка), в Коста-Рике — 2,94 млн. Живут также в других странах, в том числе 25 тыс. — в США.
Верующие — католики (2,67 млн), негры и мулаты — протестанты.
Язык — испанский с местными особенностями. Отличается от других латиноамериканских вариантов испанского тем, что в нём меньше всего индейской лексики. Но в нём очень много уменьшительных суффиксов типа «-ico, -tico», отчего самих костариканцев называют «тикос». Часть населения Коста-Рики (негры и мулаты) говорят также на лимонском диалекте ямайского наречия западнокарибского креольского языка (на английской основе).

## Происхождение
80 % населения Коста-Рики составляют потомки переселенцев из Испании, мигрировавших в XVI-XVII вв., в основном из Галисии, Арагона, Бискайи, что делает Коста-Рику страной с наиболее европеоидным населением в Центральной Америке. Негры и мулаты — потомки рабов, вывезенных с Антильских островов, составляют 8 %. Метисы, потомки белых и индейцев, по этнокультурному облику близкие белому населению, составляют 10 %. Индейцев 2,5 %, китайцев 10 тысяч.

## Хозяйство и быт
Большая часть населения занята в сельском хозяйстве. Часть занята в промышленности. Большинство белых — фермеры. Негры и мулаты в основном заняты как наёмные рабочие на плантациях. В сельском хозяйстве преобладает растениеводство. Основные культуры — сахарный тростник, бананы, кофе.
В 2015 году 76,8 % населения проживает в городах. Дома в городах имеют 1-2 этажа. Низкая этажность — следствие землетрясений. Сельские дома строятся из сырцового кирпича, крыша — черепичная. Сейчас преобладают дома другого типа, североамериканского, из бетона с металлической кровлей. Но в начале XX в. домов из сырцового кирпича было ещё много. Сейчас они сохраняются больше в сельской местности у богатых крестьян. У такого дома прежде был патио (внутренний двор), где размещались хлев, кухня, сад. Сейчас у многих домов часто разбивается цветник, огород, или высаживается рощица из кофейных деревьев.
Из одежды у женщин распространены низко вырезанные блузы с кружевными манжетами, длинная юбка, шейный шарф. У мужчин — яркие рубахи, штаны, сапоги, шейные платки, соломенные шляпы.
Национальная пища — блюда из кукурузы, бобов, сердцевины пальмы, фрукты, тортильяс (лепешки). Из сердцевины пальмы обычно готовят салат под названием пальмито. Распространен мясной суп, по-местному — олья де карне. Распространенные напитки — кофе, агуа дульсе (кипяченая вода с неочищенным сахаром), ром, гуаро (сахарная водка).
Ремёсла — гончарное, ткацкое, плетение. Ремесла по происхождению связаны с индейской культурой. Наиболее развита деревообработка.

## Культура
У костариканцев представлен фольклор, легенды, народные песни бомбас, танцы. Национальный танец — пунто, исполняется под аккомпанемент гитары и маримбы (вид ксилофона). Самый известный из местных композиторов — Мануэль Мариа Гутьеррес, автор национального гимна (1852). В стране популярна также легкая аргентинская, мексиканская, кубинская музыка и европейская классика.
Праздники и развлечения — еженедельные гулянья на центральных площадях в городах (ретретас) и загородные пикники (мальчокос). На пикниках устраиваются танцы, скачки, петушиные бои, бои быков. В отличие от испанской корриды быков не убивают, у них подпилены рога, и принять участие в бою могут любители по желанию. Проводятся рождественские карнавалы.
Наибольшее распространение в Коста-Рике имеет римско-католическая церковь — 76,3 % приверженцев среди всего населения, евангелисты — 13,7 %, свидетели Иеговы — 1,3 %, другие протестанты — 0,7 %, другие конфессии — 4,8 %, неверующие — 3,2 %.
96 % населения старше 15 лет умеют читать и писать.